# Aspila olivofusa
Aspila olivofusa là một loài bướm đêm trong họ Noctuidae.